# Vostok Europe

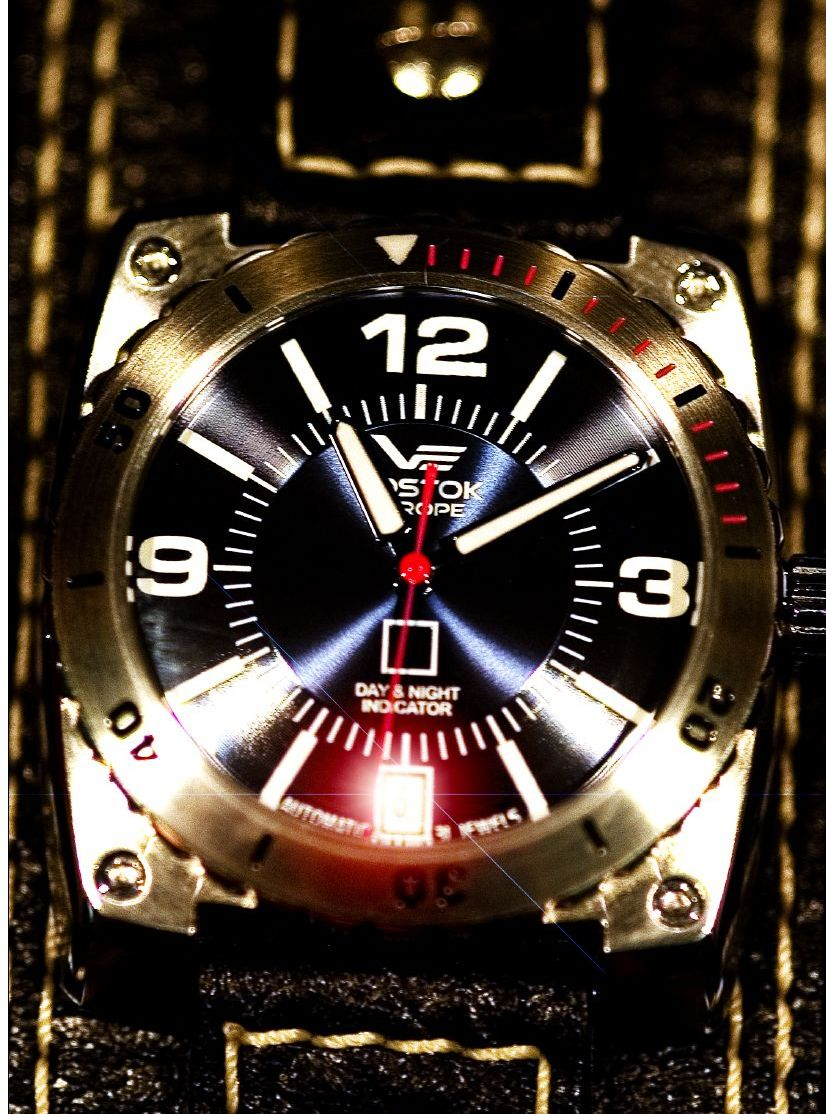
Une montre Vostok Europe.

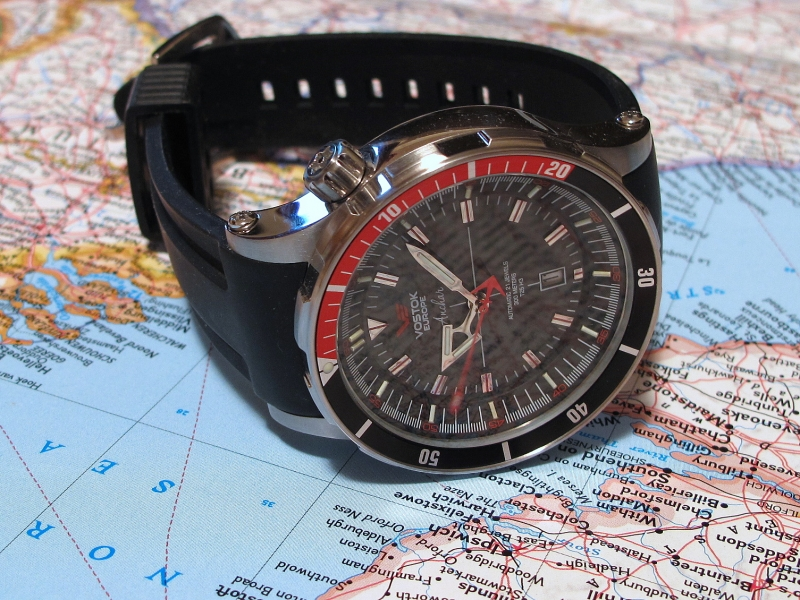
Une montre de plongée mécanique Vostok Europe Anchar.

Vostok Europe est une marque de montres qui a fait ses débuts en 2004. Ces montres sont assemblées par la société lituanienne KoLiz-Vostok de Vilnius, et sont destinées au marché de l'Europe occidentale et de l'Amérique du Nord.
Les premières montres Vostok Europe reçoivent un mouvement Russe Vostok. Plus tard, la compagnie commence à utiliser des mouvements de fabrication japonaise. Puis le modèle Lunokhod-2 est lancé au salon Baselworld de 2012 avec un mouvement fabriqué par la société Switzerland's Soprod, filiale du groupe Festina. Ce modèle, une édition limitée à 3000 exemplaires, utilise des tubes de tritium montés verticalement pour indiquer les heures, et une valve d'équilibrage de pression automatique pour la plongée sous-marine,,.